# Chrysops molestus
Chrysops molestus är en tvåvingeart som beskrevs av Christian Rudolph Wilhelm Wiedemann 1828. Chrysops molestus ingår i släktet Chrysops och familjen bromsar. Inga underarter finns listade i Catalogue of Life.